# Hora (dans)

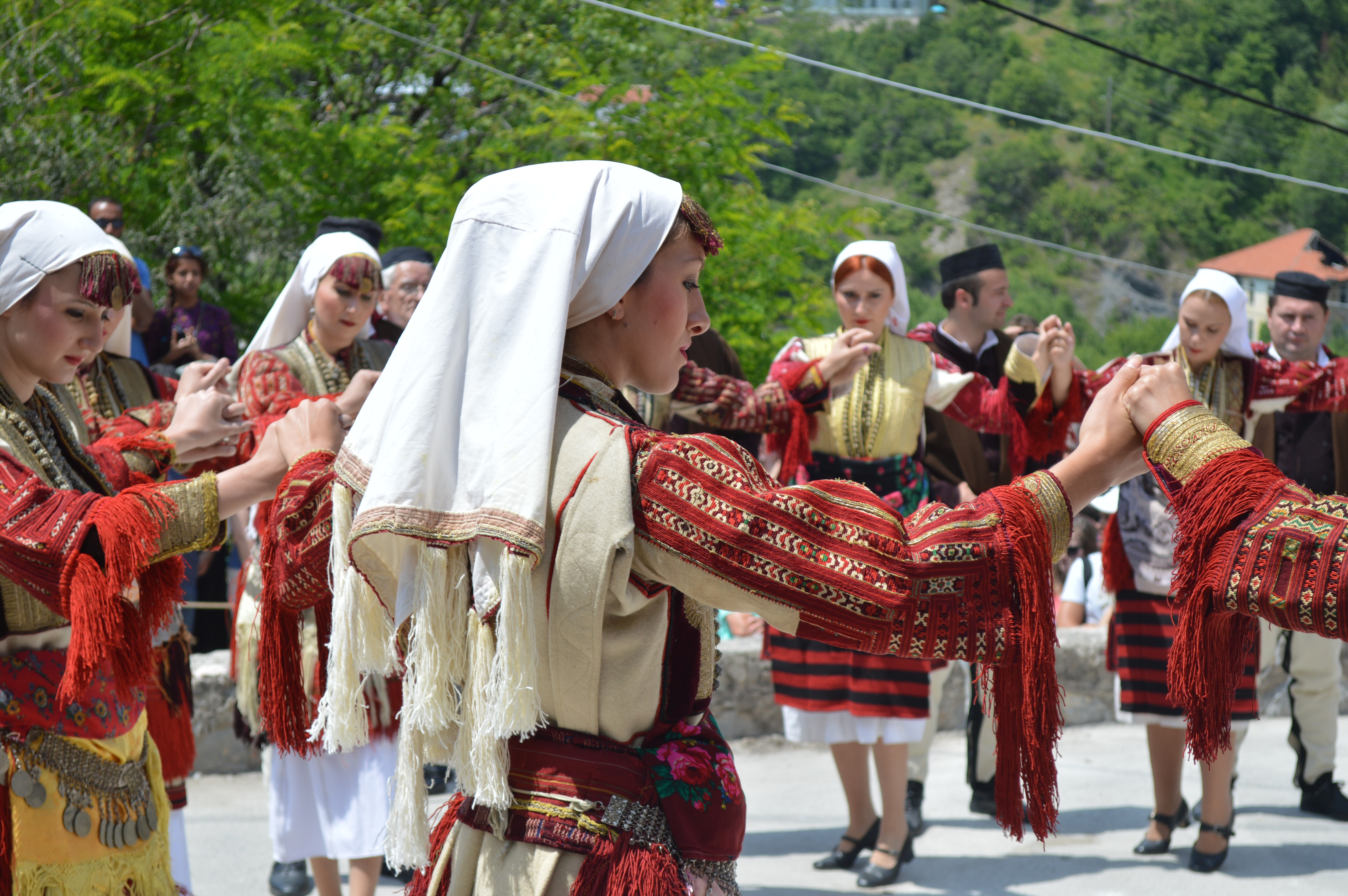
Hora i Nordmakedonien.

Hora (rumänska: hori, från grekiskans choro (ringdans)) är en rumänsk ålderdomlig folkdans som utförs i en sluten ring med både kvinnor och män i ett gungande, långsamt tempo. Dansen genomförs ofta på högtidliga tillfällen såsom bröllop och barndop. Hora är en mycket vanlig danstyp runt Balkanländerna men har olika namn i olika länder såsom Oro i Albanien, Montenegro och Serbien och Horo i Grekland. Dansen förekommer även i Israel, där är det dock en fråga om en rekonstruktion som tillkom efter 1948.